# Aqüeducte sobre el torrent d'en Farré
L'aqüeducte sobre el torrent d'en Farré és una obra del segle xix entre el municipi d'Esplugues de Llobregat (Baix Llobregat) i l'Hospitalet de Llobregat (Barcelonès). Travessa el torrent d'en Farré, al costat de la Ronda de Dalt. Ambdós municipis el consideren bé cultural d'interès local. En el cas de l'Hospitalet, s'inclou en la protecció la bòbila de Can Nyac, que està al costat.

## Aqüeducte
És molt similar a l'aqüeducte sobre el torrent de Can Clota, molt proper a aquest. Aquesta construcció està dedicada a conduir l'aigua, guanyant un fort desnivell del terreny. És d'obra vista, de maçoneria i maó, format per vuit arcs de mig punt rebaixats, sent els centrals de majors dimensions que la resta; estan suportats per pilars lleugerament atalussats. L'estructura és de pedra amb els angles reforçats. Està situat per damunt d'un canal d'aigua i del torrent cobert que serveix per als petits horts que hi ha a les terrasses del barranc. En concret, va ser construït per recollir les aigües de la muntanya de Sant Pere Màrtir, al nord. Actualment està en desús i ha quedat pràcticament aïllat en construir les Rondes.

## Bòvila de Can Nyac

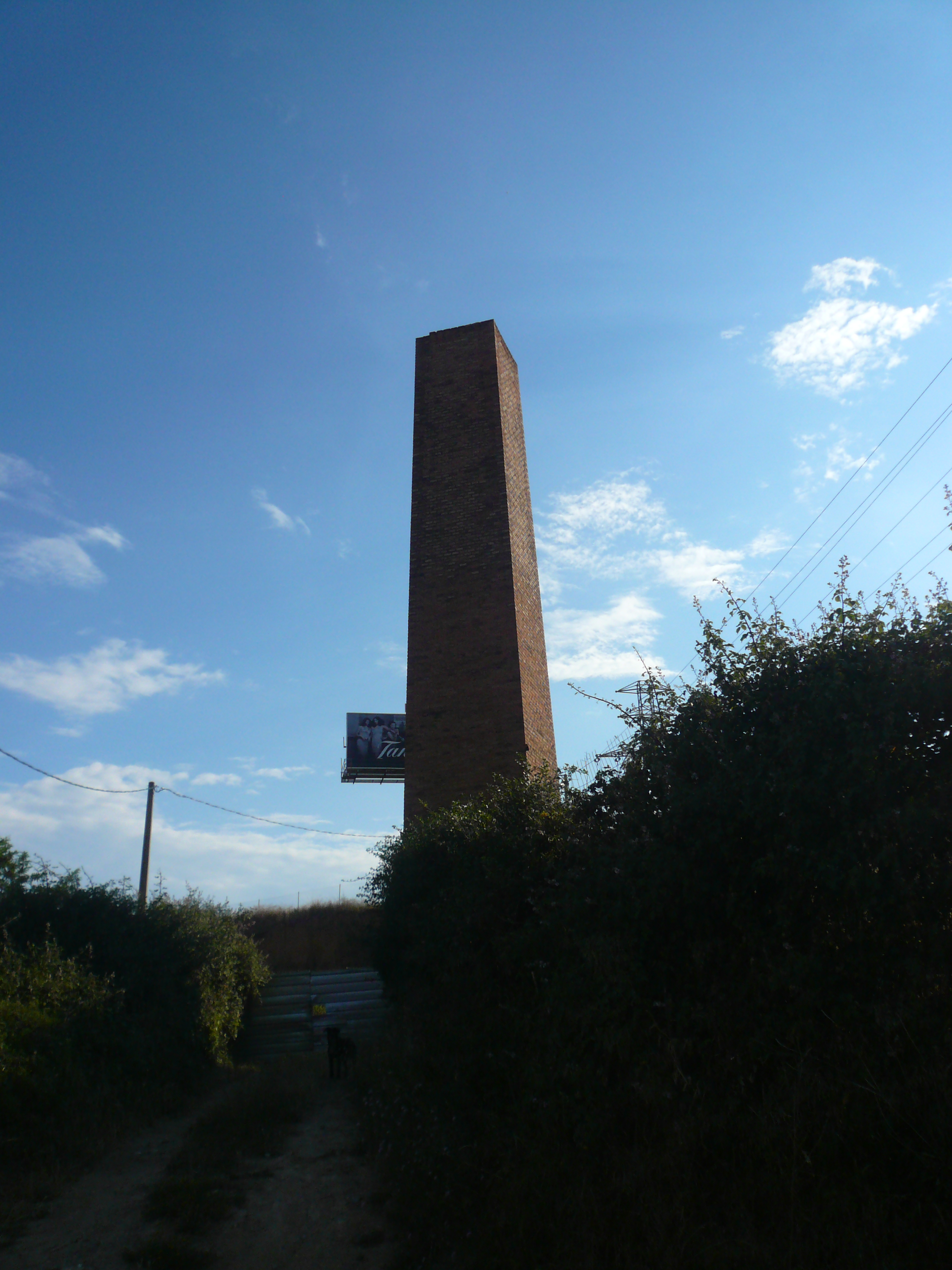
Bòbila de Can Nyac

La bòbila de Can Nyac, al costat de l'aqüeducte, manté la xemeneia en bon estat però la resta de les edificacions estan en mal estat.